# گمینا للیس
گمینا للیس (به لهستانی:  Gmina Lelis) یک گمینا در لهستان است که در شهرستان اوستروونکا واقع شده‌است. گمینا للیس ۱۹۷ کیلومتر مربع مساحت و ۸٬۹۳۰ نفر جمعیت دارد.